# Дора и затерянный город
«Дора и затерянный город» (англ. Dora and the Lost City of Gold) — приключенческий фильм режиссёра Джеймса Бобина, продолжение мультсериала «Даша-путешественница». Съёмки фильма начались 6 августа 2018 года в Квинсленде, Австралия и завершились в начале декабря того же года.
Премьера фильма в США состоялась 31 июля 2019 года, в России — 15 августа.

## Сюжет
Главная героиня, Дора, провела большую часть своей жизни в джунглях, исследуя их вместе с родителями, но всё это едва ли помогло подготовиться к самому сложному испытанию — школе. Но джунгли зовут, и Дора возвращается в родную стихию. С помощью лучшего друга — обезьянки по кличке Бутс, Диего и разношёрстной группы друзей ей предстоит спасти своих родителей и раскрыть невероятную тайну затерянного города инков.

## В ролях
| Актёр             | Роль                    |
| ----------------- | ----------------------- |
| Изабела Монер     | Дора Маркес             |
| Эухенио Дербес    | Алехандро Гутиерез      |
| Майкл Пенья       | Коул Маркес, отец Доры  |
| Ева Лонгория      | Елена Маркес, мать Доры |
| Джефф Уолберг     | Диего Маркес            |
| Дэнни Трехо       | обезьянка Бутс          |
| Ди Брэдли Бейкер  | Бутс (вокал)            |
| Бенисио Дель Торо | лисёнок Жулик           |
| Темуэра Моррисон  | Пауэлл                  |
| Адриана Барраса   | бабушка Валери          |
| Пиа Миллер        | Сабрина                 |
| Джои Виейра       | Нико                    |
| К’Орианка Килчер  | принцесса инков         |
| Мадлен Мэдден     | Сэмми Мур               |
| Николас Кумб      | Рэнди Уоррен            |
| Кристофер Кирби   | Вайпер                  |
| Наташа Ристик     | Кристина Икс            |
| Элис Лейнсбёри    | стюардесса              |
| Марк Уэйнер       | Карта                   |
| Саша Торо         | Рюкзак                  |